# Emily McDowell
Emily McDowell je spisateljica, ilustratorica, govornica, učiteljica, poduzetnica i kreativna direktorica Em&Friends. Godine 2015. proglašena je jednom od Slateovih 10 dizajnera koji mijenjaju svijet. McDowell je surađivala s Elizabeth Gilbert, Lisom Congdon, Sheryl Sandberg's Option B Foundation i Knock Knock. 

## Životopis
Nakon fakulteta, McDowell je radila u oglašivačkoj agenciji kao spisateljica i kreativna direktorica. Razočarana oglašivačkom industrijom nakon dvije godine odlazi kako bi se pisanjem i umjetnošću bavila na drugačiji način. Dok je tragala za svojim idućim pothvatom, primijetila je kako klasične čestitke ne odražavaju stvarna iskustva ljudi koje je poznavala, posebice kada se radi o teškim temama poput tuge, gubitka i bolesti. U želji da ispravi taj nedostatak, Emily je počela stvarati čestitke i razglednice za ono što ona naziva "veze koje stvarno imamo"
Njezina prva čestitka je postala viralna na Valentinovo 2012. godine. Čestitka koja je glasila: “Znam da nismo zajedno ili nešto slično, ali bilo mi je čudno ne reći ništa pa sam kupio ovu čestitku. Nije velika stvar, ne znači baš ništa. Na njoj čak nema ni srca. Dakle, u osnovi, ovo je čestitka koja kaže Bok. Zaboravi." prodala se u više od 1700 primjeraka u jednom tjednu i postala odskočna daska za njezin posao. Emilyin rad tada je preuzela multinacionalna maloprodajna tvrtka Urban Outfitters i drugi veliki trgovački lanci. 
McDowell je svoju prvu knjigu objavila u siječnju 2017. godine. Knjiga naslova Nema dobre čestitke za ovo: što reći i učiniti kada život postane strašan, grozan i nepravedan prema ljudima koje volite, nastala je u suradnji s dr. Kelsey Crowe. 

## Kartice empatije
U dobi od 24 godine McDowell je dijagnosticiran Hodgkinov limfom trećeg stupnja. Istaknula je kako je najteži dio njezinog iskustva bila “usamljenost i izolacija koju sam osjećala kada su mnogi moji bliski prijatelji i članovi obitelji nestali jer nisu znali što bi rekli ili su nesvjesno rekli apsolutno pogrešnu stvar." Kombinacija njezinog iskustva s bolešću i gubitka bliskog prijatelja zbog raka inspiriralo ju je na stvaranje serije čestitki poznatih kao "Kartice empatije", što je njezin najpopularniji rad do sada. Kartice empatije dizajnirane su za sve one koji se suočavaju s tugom i gubitkom. Koriste iskren, ali često i duhovit jezik. McDowell je izjavila da je njezin cilj stvoriti "bolje, autentičnije načine komuniciranja o bolesti i patnji".